# Art Malik
Art Malik (Bahawalpur, Punjab, Pakistan,  13 november 1952) is een Brits-Pakistaans acteur. Hij is bekend door zijn rol als Hari Kumar in de serie The Jewel in the Crown.
Hij is geboren met de naam Athar Ul-Haque Malik en is de zoon van  dokter Zaibunisa en Mazhar Ul-Haque Malik. Malik groeide op in 1956 met zijn vier oudere broers, in Londen. Toen hij tien jaar was ging hij voor een jaar naar Quetta, Balochistan in Pakistan en daarna naar de Bec Grammar School, een aparte staatsschool in Upper Tooting, Londen.
Malik heeft last van woordblindheid en vond academische studie te moeilijk; maar later ging hij naar de Guildhall School of Music and Drama. Daarna werkte hij bij de Old Vic en de Royal Shakespeare gezelschappen, waar hij optrad als Othello in William Shakespeares Othello.
In 1982 speelde Malik de jonge Indiase Hari Kumar in de ITV-televisieproductie van The Jewel in the Crown. Tijdens het filmen nam David Lean hem aan voor een rol in zijn filmproductie van  A Passage to India. Dit waren de twee toprollen tot dusver in zijn loopbaan. Hij trad ook op in The Far Pavilions. Alle drie uitgebracht in 1984. In 1986 speelde hij  in de film The Harem met Omar Sharif en Nancy Travis.
Malik was ook te zien als Narid in Tom Stoppards stuk Indian Ink, in de Londense première en was ook in die rol in 1999 bij de Amerikaanse première in San Francisco's American Conservatory Theater.
Malik trad op als Shamy, een Anglo-Indiase crimineel in "What Makes Shamy Run?", een aflevering van de serie Minder.
Ook speelde hij in 1992 in de film City of Joy. Hij was een professor in 1994  in de film Uncovered. Malik speelde ook Salim Abu Aziz tegenover Arnold Schwarzenegger in True Lies in 1994 . 
Hij werkte voor de Amerikaanse televisie in 1988 als Dr. Ved Lahari in de  ABC serie Hothouse. Hij had een belangrijke rol als  Afghaanse helper van James Bond, met Timothy Dalton als 007 in The Living Daylights, in 1987. Hij speelde ook de rol van Ramzi Ahmed Yousef in Path to Paradise,  een televisiefilm over het bomincident in het World Trade Center.
In 2000, trad hij op in Mystery Theatre-serie Second Sight, met Clive Owen als een detective die zeer slecht kan zien.  Malik was ook te zien in de "Hide and Seek" aflevering als Dr. Faiz Ahmed.  
Malik had een rol in 2010 in de film The Wolfman. Hij trad ook op in de herverfilming van de serie "Upstairs, Downstairs" als Mr Amanjit, secretaris van Lady Holland.
In 2023 speelde Malik de rol van de butler Grimsby in de Disney live-action film The Little Mermaid uit 2023.
Hij is in 1980 getrouwd met Gina Rowe, een medestudente bij Guildhall, zij wonen in Surbiton, Londen en hebben twee dochters, Jessica en Keira.